# Christian Colson
Christian Colson (Buenos Aires, Argentína, 1968. szeptember 15. –) Oscar- és BAFTA-díjas angol filmproducer. A 2008-ban bemutatott, nyolc Oscart nyert Gettómilliomos című filmmel lett világszerte ismert.

## Filmjei

### Producer
- The Descent – A barlang (2005)
- Cserbenhagyás (2005)
- Eden Lake (2008)
- Gettómilliomos (2008)